# یوهان یاکوبسن
یوهان یاکوبسن (دانمارکی: Johan Jacobsen؛ ‏ ۱۴ مارس ۱۹۱۲ – ۷ ژوئیهٔ ۱۹۷۲) کارگردان فیلم، تهیه‌کننده فیلم و فیلم‌نامه‌نویس اهل دانمارک بود. وی بین سال‌های ۱۹۳۸ تا ۱۹۶۶ میلادی فعالیت می‌کرد. او یکی از اعضای هیئت داوران نهمین جشنواره بین‌المللی فیلم برلین بود.
از فیلم‌هایی که وی در آن‌ها نقش داشته است، می‌توان به همه اینها به‌علاوه ایسلند اشاره نمود.